# Max Stiepl
Maximilian „Max“ Stiepl (* 23. März 1914; † 27. August 1992) war ein österreichischer Eisschnellläufer.

## Karriere
Stiepl startete für den Wiener Eislauf-Verein. Seinen ersten Erfolg hatte er 1934, als er in den Langstrecken bei den Europäischen Meisterschaften gewann und einen neuen Weltrekord über 5000 m errang. Er kam in der Gesamtwertung auf den zweiten Platz. Den Sieg in der Doppel-Distanz wiederholte er bei den Europameisterschaften 1935 und 1937 bei den Weltmeisterschaften, wo er eine Bronzemedaille errang. 1936 gewann er bei den Olympischen Winterspielen in Garmisch-Partenkirchen die erste olympische Medaille im Eisschnelllauf für Österreich mit der Bronzemedaille über 10.000 m. Nur zwei Wochen vorher war er bei den Weltmeisterschaften auf den zweiten Platz gelaufen. In Österreich gewann Stiepl zehn Mal den Titel (1934–1938, 1943, 1947–1950). Nach dem 1938 Anschluss Österreichs nahm Stiepl weiterhin an den deutschen Meisterschaften teil, wo er allerdings drei Mal nur auf den zweiten Platz kam. Nach dem Zweiten Weltkrieg versuchte er an seine Erfolge anzuknüpfen und nahm noch an den Olympischen Winterspielen 1948 in St. Moritz teil, wo er jedoch nur noch den 10., respektive 24. Platz belegte. Er beendete seine Karriere 1951 im Alter von 37 Jahren.

## Persönliche Bestzeiten
| Disziplin | Zeit        | Jahr |
| --------- | ----------- | ---- |
| 500 m     | 44,9 s      | 1938 |
| 1500 m    | 2:18,8 min  | 1938 |
| 5000 m    | 8:18,9 min  | 1934 |
| 10.000 m  | 17:25,3 min | 1937 |